# Malý Prštický tunel
Malý Prštický tunel je železniční tunel č. 204 na katastrálním území Radostice na železniční trati Brno – Hrušovany nad Jevišovkou-Šanov v km 139,991–140,076 mezi zastávkou Radostice a stanicí Střelice.

## Historie
Provoz na dráze byl zahájen 15. září 1870, kdy tvořila součást hlavní trati c. k. privilegované Rakouské společnosti státní dráhy z Vídně do Brna (Vídeň – Laa an der Thaya – Hrušovany nad Jevišovkou – Střelice – Brno). Na trati se nachází celkem čtyři tunely (Budkovický, Na Réně, Velký Prštický a Malý Prštický).
Všechny tunely byly dokončeny v roce 1870 jako stavebně dvojkolejné, stejně jako na zbytku trati ale byla i v tunelech položena pouze jedna kolej. V sedmdesátých letech 20. století došlo k přestavbě, kdy byla kolej přesunuta přibližně do os tunelů (v tunelu Na Réně v roce 1972).
Při ražbě tunelů byl poprvé v Rakousko-Uhersku místo střelného prachu použit dynamit.

## Geologie a geomorfologie
Tunel se nachází v geomorfologické oblasti Brněnská vrchovina, v celku Bobravská vrchovina s podcelkem Lipovská pahorkatina s okrskem Hlínská vrchovina.
Z geologického hlediska je oblast tvořena biotitickými granodiority.

## Popis
Jednokolejný tunel byl původně postaven pro dvě koleje na železniční trati Brno – Hrušovany nad Jevišovkou-Šanov mezi zastávkou Radostice a stanicí Střelice.
Tunel byl ražen starou rakouskou metodou v úbočí vrchu (kóta 360) v ostrém levosměrném oblouku v klesání 10 ‰. Nad portálovým věnci obou portálů, které jsou provedeny z rustikových kvádrů, v kamenném překladu je vytesán letopočet dokončení tunelu MDCCCLXX.
Tunel leží v nadmořské výšce 300 m a je dlouhý 85,07 m.